# Ларго (Флорида)
Ларго (англ. Largo) — город в США в округе Пинеллас штата Флорида.
Находится в западно-центральной Флорида, недалеко от гавани Клируотер и к югу от Клируотера. Испанские исследователи Панфило де Нарваэс (1528) и Эрнандо де Сото (1539) посещали этот регион. Место, впервые заселённое около 1866 года, было названо в честь близлежащего озера Ларго («Большое озеро», осушенного в 1930-х годах) или в честь Ларго в Шотландии. В 1888 году здесь было открыто почтовое отделение, и появилась железная дорога Orange Belt Railroad. Население города быстро росло после 1960 года, поскольку он развивался как центр для пенсионеров и туристов. 
Ларго – преимущественно жилой район, основу экономики которого составляют сфера услуг и туризм. Также важны высокотехнологичные отрасли, переработка и транспортировка цитрусовых и морепродуктов. Деревня исторического наследия города представляет собой комплекс исторических зданий и музей. Инкорпорирован как таун в 1905 году; город – в 1974 году. Население: 69 371 (2000); 77 648 (2010).
| 2010   | 2020    |
| ------ | ------- |
| 77 648 | ↗82 485 |